# Calf of Eday
Calf of Eday ist eine kleine, heute unbewohnte Insel, die der Nordostküste von Eday, einer Insel der Orkney in Schottland vorgelagert ist.
Die für normale Touristen praktisch unerreichbare Insel bietet zwei vorgeschichtliche Denkmale von herausragender Bedeutung für die bau- und wirtschaftsgeschichtliche Diskussion im Schottland-Orkney-Kontext.
Dabei handelt es sich zum einen um die so genannten potters workshop eines der orkadischenden roundhouses, die als Vorgänger der klassischen Brochs diskutiert werden und um die Stalled Cairns. Der Longcairn der Insel ist einer der wenigen Plätze auf den nördlichen Inseln wo Keramik der Glockenbecherkultur gefunden wurde.
Beim anderen Objekt handelt es sich um die so genannten salt works, ein Industriedenkmal aus der 2. Hälfte des 17. Jahrhunderts unmittelbar an der Nordwestküste der Insel. Diese salt works entstanden im Rahmen der Bemühungen der schottischen Krone ab etwa 1670, das (späthanseatische) Salzmonopol für die Fischverarbeitung der niederländischen, deutschen und skandinavischen Fischer in Nordschottland zu brechen (Aufkommen der Mattjes-Produktion wie des Salzkonservierung von Kabeljau/Dorsch).
Das Gebäude der salt works von Eday ist eine einfache, rechteckige Feldsteinenkonstruktion mit einem mittigen Raumteiler. Die Mittelwand wurde von einer Seite durch ein offenes Torffeuer aufgeheizt, über die heiße Wand wurde dann von der anderen Seite her Meerwasser gegossen, das durch die Hitze verdunstete. Die zurückbleibenden Salzkristalle wurden abgekratzt und in Säcke gefüllt.
Die Produktion wurde bereits nach wenigen Jahren wieder eingestellt, da die Qualität des Salzes (torfiger Beigeschmack) nicht den Erfordernissen der Fischereiwirtschaft entsprach und der Transport der erforderlichen Torfmengen von Eday zum Calf zu hohe Kosten verursachte.

## Touristisches
Die Insel ist abgesehen von einer Teilnahme an den Exkursionen des OAT – Orkney Archaeological Trust (ca. zweimal pro Jahr) oder der Teilnahme an einer der Lehrexkursionen der regelmäßig auf Orkney grabenden Archäologen (die durch Vermittlung von VisitOrkney, dem örtlichen Fremdenverkehrsverband, jederzeit möglich sind) kaum erreichbar. Die Objekte selbst sind nicht für eine öffentliche Präsentation erschlossen und aufbereitet, so dass sich ein Besuch nur unter fachkundiger Führung empfiehlt.